# Adolf von Hildebrand

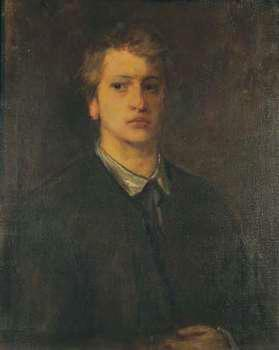
Adolf von Hildebrand.

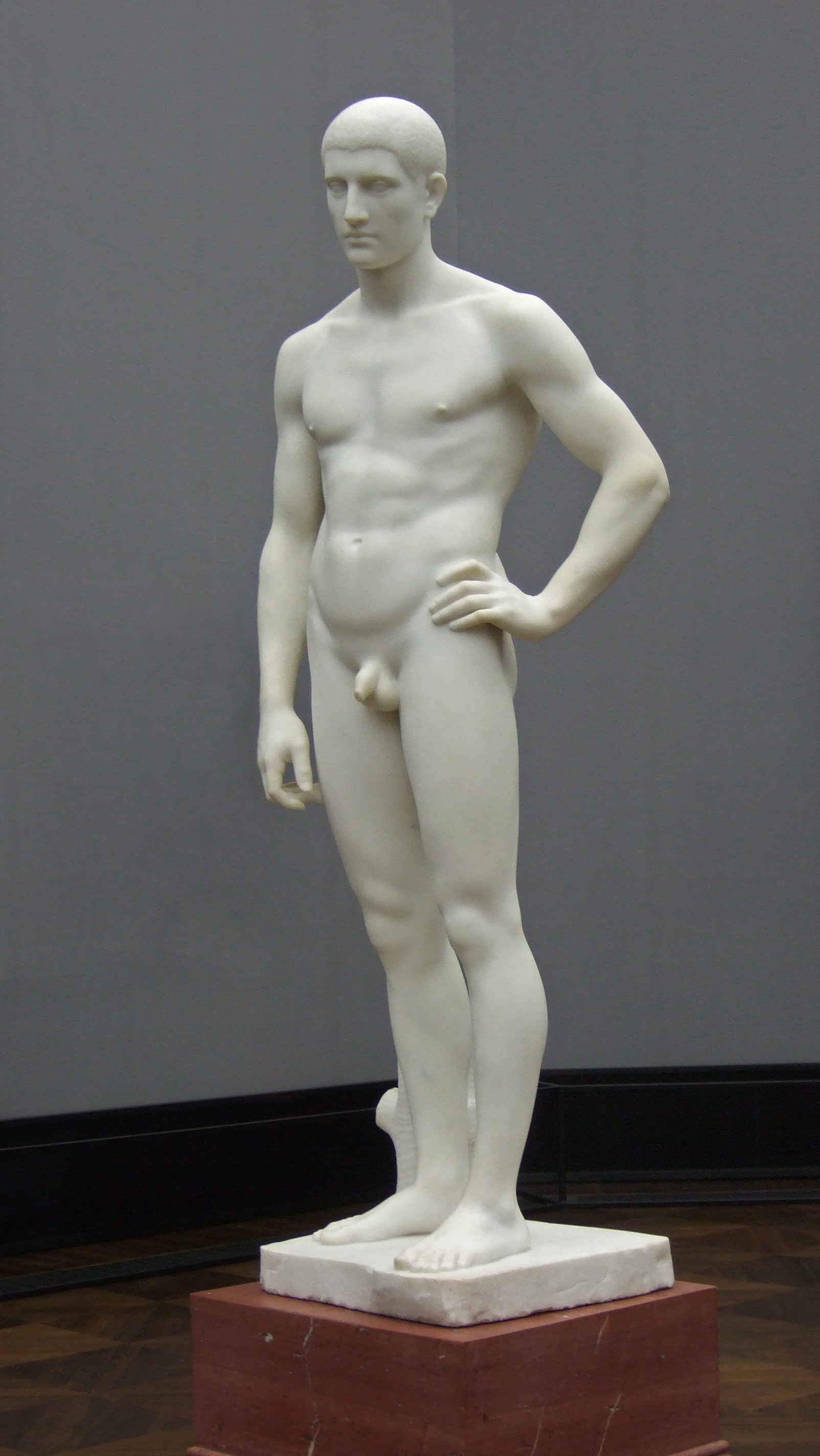
Escultura de joven de pie, Berlín.

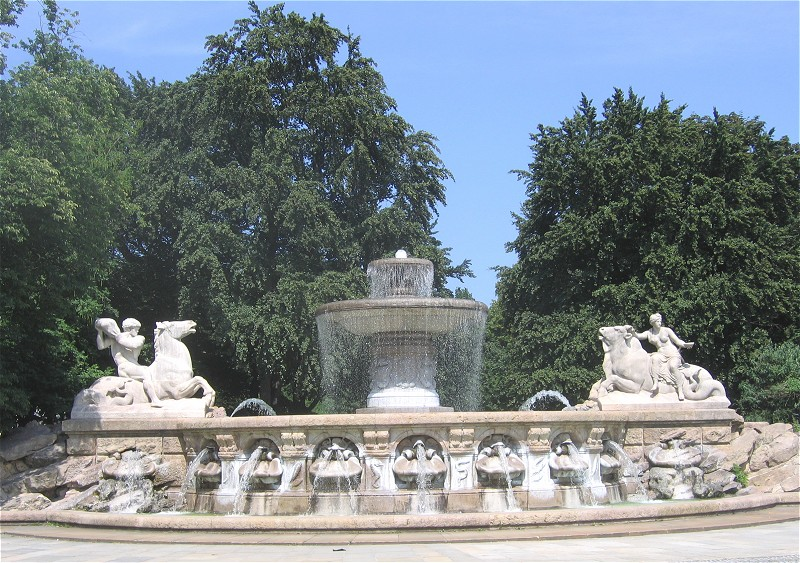
Wittelsbacher Brunnen en Múnich

Adolf von Hildebrand (Marburgo, Hesse, Alemania, 6 de octubre de 1847 - Múnich, 18 de enero de 1921) fue un escultor alemán hijo del profesor de económicas Bruno Hildebrand, profesor en Breslavia, Jena y Marburgo.

## Biografía
Quinto de ocho hermanos, Hildebrand se crio en Suiza, adonde su padre, Bruno Hildebrand, debió huir por ser líder del partido liberal. Allí fundó un banco de ahorro y las primeras compañías suizas de ferrocarril.
Cursó estudios de 1862-1866 en Núremberg  y 1866-1867 en el estudio de Caspar von Zumbusch en Múnich, que lo llevó a Italia en 1867. En Roma, conoció a Hans von Marées, al que ayudó en la realización de una serie de frescos en la Estación Zoológica de Nápoles, y Konrad Fiedler. Desde 1873 residió en Florencia, en el monasterio de siglo XVI San Francesco. 
En 1877 se casó con Irene Schäuffelen con quien tuvo a la pintora Eva von Hildebrand, Elizabeth, la escultora Irene Georgii-Hildebrand, Sylvie, Bertel - que se casó con el compositor Walter Braunfels - y el filósofo católico Dietrich von Hildebrand.
Hildebrand pasa un largo tiempo en Múnich a partir de 1889 ejecutando una monumental fuente, la Wittelsbacher Brunnen. Hizo en total cinco fuentes monumentales urbanas.
En 1904 recibió un título de nobleza de Baviera. 
Fue el autor de Das Problem der Form in der Bildenden Kunst («El problema de la forma en la pintura y la escultura»).